# فولویو سیمونینی
فولویو سیمونینی (انگلیسی: Fulvio Simonini؛ زادهٔ ۲۹ مارس ۱۹۶۱) بازیکن فوتبال اهل ایتالیا است.
از باشگاه‌هایی که در آن بازی کرده‌است می‌توان به باشگاه فوتبال رجینا، باشگاه فوتبال ونتزیا، باشگاه فوتبال اودینزه، باشگاه فوتبال پیاچنزا، باشگاه فوتبال پادوا، باشگاه فوتبال چزنا، و باشگاه فوتبال آتالانتا اشاره کرد.